# Phryneta obesa
Phryneta obesa är en skalbaggsart som beskrevs av John Obadiah Westwood 1845. Phryneta obesa ingår i släktet Phryneta och familjen långhorningar. Inga underarter finns listade i Catalogue of Life.